# Фон-дю-Лак (округ, Вісконсин)
Шаблон:StateAbbr_ 43°46′ пн. ш. 88°29′ зх. д. / 43.76° пн. ш. 88.49° зх. д.
 Фон-дю-Лак (англ. Fond du Lac County) — округ (графство) у штаті Вісконсин. Ідентифікатор округу 55039.

## Історія
Округ утворений 1836 року.

## Демографія
За даними перепису 
2000 року 
загальне населення округу становило 97296 осіб, зокрема міського населення було 60375, а сільського — 36921.
Серед них чоловіків — 47477, а жінок — 49819. В окрузі було 36931 домогосподарство, 25467 родин, які мешкали в 39271 будинках.
Середній розмір родини становив 3,04.
Віковий розподіл населення поданий у таблиці:
| Стать    | До 15 років | 15-21 | 22-29 | 30-39 | 40-49 | 50-65 | 65-85 | Понад 85 |
| -------- | ----------- | ----- | ----- | ----- | ----- | ----- | ----- | -------- |
| Чоловіки | 10084       | 5488  | 4504  | 6959  | 7697  | 7154  | 5041  | 550      |
| Жінки    | 9676        | 5053  | 4441  | 7338  | 7699  | 7261  | 6782  | 1569     |

## Суміжні округи
- Віннебаґо — північ
- Калумет — північний схід
- Шебойґан — схід
- Вашингтон — південний схід
- Додж — південний захід
- Ґрін-Лейк — захід

## Виноски
1. ↑  U.S. Decennial Census. United States Census Bureau. Архів оригіналу за 26 квітня 2015. Процитовано 4 серпня 2015.
2. ↑  Historical Census Browser. University of Virginia Library. Архів оригіналу за 11 серпня 2012. Процитовано 4 серпня 2015.
3. ↑  Forstall, Richard L., ред. (27 березня 1995). Population of Counties by Decennial Census: 1900 to 1990. United States Census Bureau. Процитовано 4 серпня 2015.
4. ↑  Census 2000 PHC-T-4. Ranking Tables for Counties: 1990 and 2000 (PDF). United States Census Bureau. 2 квітня 2001. Процитовано 4 серпня 2015.
5. ↑  State & County QuickFacts. United States Census Bureau. Архів оригіналу за 6 червня 2011. Процитовано 18 січня 2014. [Архівовано 2011-06-06 у Wayback Machine.](англ.) Наведено за англійською вікіпедією.
6. ↑  American FactFinder. Бюро перепису населення США. Архів оригіналу за 26 лютого 2012. Процитовано 31 січня 2008. [Архівовано 2008-05-21 у Wayback Machine.]

| США | Це незавершена стаття з географії США. Ви можете допомогти проєкту, виправивши або дописавши її. |